# مومن السميحي
عبد المومن السميحي مخرج مغربي من مواليد طنجة عام 1945 من أفلامه الشرقي, أسطورة الليل 44 (فيلم) و قفطان الحب و سيدة القاهرة و العايل.

## روابط خارجية
- مومن السميحي على موقع IMDb (الإنجليزية)
- مومن السميحي على موقع ألو سيني (الفرنسية)
- مومن السميحي على موقع أول موفي (الإنجليزية)
- مومن السميحي على موقع قاعدة بيانات الفيلم (الإنجليزية)
- مومن السميحي على موقع كينوبويسك (الروسية)